# Szczasływe (rejon boryspolski)
Szczasływe (ukr. Щасливе) – wieś na Ukrainie, w obwodzie kijowskim, w rejonie boryspolskim. W 2001 roku liczyła ok. 3,2 tys. mieszkańców. W 2023 roku liczyła ok. 6 tys. mieszkańców.
Miejscowość została założona w 1969 roku. W 2005 roku powstał we wsi klub piłkarski Kniaża Szczasływe, założony z inicjatywy piłkarza Wiktora Chłusa.